# Cleistes macrantha
Cleistes macrantha là một loài thực vật có hoa trong họ Lan. Loài này được (Barb.Rodr.) Schltr. mô tả khoa học đầu tiên năm 1926.

## Hình ảnh

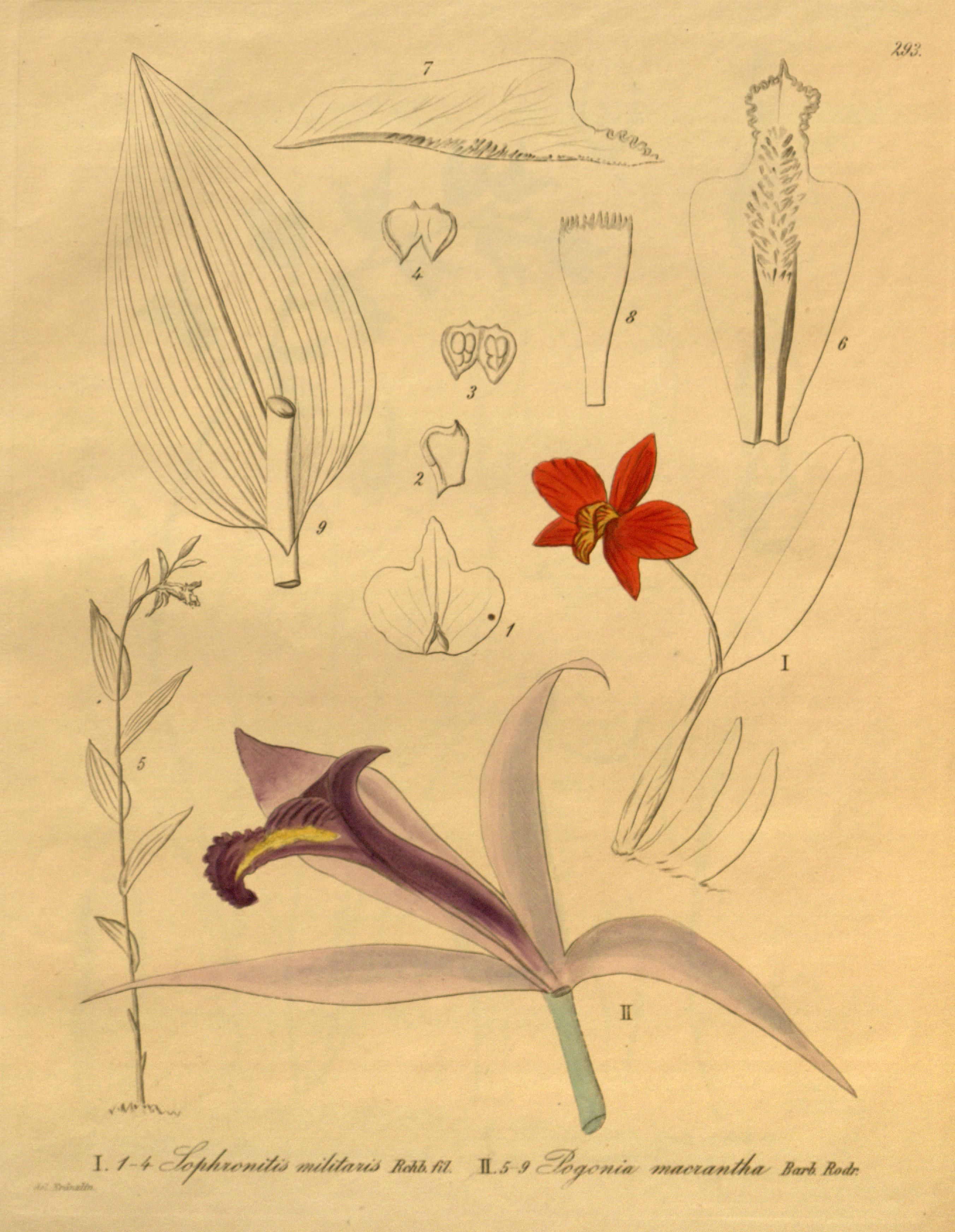